# Narycia hemicalyptra
Narycia hemicalyptra är en fjärilsart som beskrevs av Oswald Beltram Lower 1903. Narycia hemicalyptra ingår i släktet Narycia och familjen säckspinnare. Inga underarter finns listade i Catalogue of Life.